# Pałac w Malinie (województwo dolnośląskie)
Pałac w Malinie – wybudowany w drugiej połowie XVIII w. w Malinie.

## Położenie
Pałac położony jest we wsi w Polsce, w województwie dolnośląskim, w powiecie trzebnickim, w gminie Wisznia Mała.

## Historia
Obiekt jest częścią zespołu pałacowego, w skład którego wchodzą jeszcze: park, brama parkowa, mostek na wyspę.